# Ad Fernhout
Ad Fernhout (Amsterdam, 24 juni 1946) is een Nederlands acteur, scenarioschrijver en ondernemer. Sinds 2000 richt Ad Fernhout zich grotendeels op zijn bedrijf Werk is Theater.

## Carrière
Ad Fernhout  volgde de Toneelschool van Maastricht en deed een workshop in Los Angeles. In 1963 was hij steward op het schip de Willem Ruys van de Koninklijke Rotterdamse Lloyd.  Zijn acteurscarrière begon begin jaren zeventig en hij speelde diverse rollen bij toneelgezelschappen als de Nieuwe Comedie en Stichting Theaterunie. Ook kreeg hij in die tijd diverse rollen te spelen in tv-producties zoals Klaverweide en Waaldrecht. Bij de nieuwe komedie ontmoette hij Ellen Röhrman en begon met haar Theater Tardieu. Behalve in stukken van Tardieu was hij te zien in klassieke toneelstukken, musicals en diverse film en tv-producties in Nederland en Duitsland. In 1988 werd hij bij het grote publiek bekend door zijn rol als chirurg Simon Neerings in de bekroonde ziekenhuisserie Medisch Centrum West. Eind jaren negentig zette hij een punt achter zijn actieve acteurscarrière. Hij had toen ervaring opgedaan als acteurscoach van klassieke zangers bij Laboratorio Lirico. Het coachen beviel hem zo dat hij in 2001 met Ad Hessels Werk is Theater oprichtte. Deze onderneming richt zich op het coachen van bedrijven door middel van interactieve workshops. In 2007 kwam er een nieuw bedrijf bij, World Essence, dat zich richt op cross culture trainingen. Fernhout is niet meer te zien op toneel, maar speelt nog wel incidenteel mee in films en televisieproducties.

## Films en televisie
- Waaldrecht - Rudie (1973-1974) televisie
- Klaverweide - Bart Vogels (1975) televisie
- Pygmalion – Freddy Eynsford-Hill (1976) televisie
- Briefgeheim – Vader van Jackie en Thomas (1983) televisie
- Dossier Verhulst – boekhouder (1986) - televisie
- Medisch Centrum West - Dr. Simon Neerings (1988-1992) televisie
- Onno 23 (19989) film
- Het insekt –Herman (1989) televisie
- Oppassen!!! - Ernie (1993) televisie
- Vrienden voor het leven – therapeut (1995) televisie
- 12 steden, 13 ongelukken - Rijinstructeur (1996) televisie
- Willie en Nellie – man (1996) televisie
- Goede tijden, slechte tijden - Rector Bakker (1996, 1998) televisie
- Rozengeur & Wodka Lime - Directeur Bronzius (2001) televisie
- Westenwind - Pastoor (2001) televisie
- Doei (2001) televisie
- Die Zwei Seiten der Liebe – Herr Koggenbrügge (2002) televisie
- Kees & Co - Specialist (2002) televisie
- Bergen Binnen - Veiligmeester (2003) televisie
- Verliebte Diebe – Jess Verhulsdonk (2003) televisie
- ZOOP - Dierenarts (2004) televisie
- Shouf Shouf! – dokter  (2006) televisie
- Die Spezialisten - Roy Heston (2006) televisie
- American dreams (2006) televisie
- Gezeiten der Liebe – Wouters (2008) televisie
- SpangaS - Willem (2008) televisie
- Koning van Katoren - Minister (2012) film
- Beatrix, Oranje onder vuur – Tjeenk Willink (2012) televisie

## Toneel
- Aaaarrrcch!!! Zoink! Gelijk heb je!  (Nieuwe Komedie) - 1970
- Variaties op een Oidipous-complex  (Nieuwe Komedie) - 1970
- Geen bacchanalen  (Nieuwe Komedie)  - 1971
- Makabere kermis ( Nieuwe Komedie) - 1971
- Hutspot  ( Nieuwe Komedie) - 1972
- Kanker  (Nieuwe Komedie) - 1973
- Het onzinnige theater van Tardieu ( Stichting Theaterunie)  - 1974
- Goedendag  (Stichting Theaterunie)  - 1974
- Kleine angsten  (Stichting Theaterunie) –  1974
- Echo's  ( Stichting Theaterunie)  - 1975
- Hoogste verdieping  (Stichting Theaterunie)  - 1975
- Agamemnon  (Stichting FACT) - 1976
- Out Cry (Stichting Theaterunie) - 1976
- Insomniac  (Toneelraad Rotterdam)  - 1977
- Deuren  (Stichting Theaterunie) - 1977
- Bremer Freiheit  (Hans Bosscher Produkties)  - 1984
- Bezoek van een oude dame  (Nieuwe Komedie) - 1984
- Paria (Theater Persona)  - 1985
- Intimi  (Theater Tardieu)  - 1988
- De zaak Kenny  (René Stokvis Produkties BV )- 1989
- De glorieuze come-back van Coco  (Impresariaat Hans Staal)  - 1991
- Schakels ( Joop van den Ende Theaterproducties BV) - 1996
- Larry, This Funny World ( American Songbook) - 1998